# Sleep (groupe)
Pour les articles homonymes, voir Sleep.
Sleep est un groupe de stoner doom metal américain, originaire de San José, Californie. Formé en 1991, le groupe est, très tôt, favorablement accueilli par la presse spécialisée. Considéré comme un groupe phare du stoner rock, il exerce une influence importante sur le metal des années 1990. Après sa séparation en 1998, en raison d'un conflit avec sa maison de disques, ses membres ont fondé d'autres projets, parmi lesquels on peut citer Om pour Al Cisneros et High on Fire pour Matt Pike, toujours actifs. Cisneros et Pike reforment le groupe avec le batteur Jason Roeder (de Neurosis) en 2009.

## Biographie

### Débuts
Sleep évolue au début des années 1990 du groupe Asbestosdeath, composé du chanteur et bassiste Al Cisneros, du batteur Chris Hakius, et du guitariste Tom Choi. Asbestosdeath devient un quartet avec l'arrivée de Matt Pike à la guitare, et enregistre deux singles - Dejection, et Unclean. Choi quitte le groupe et fonde plus tard Operator Generator, It Is I, Noothgrush, et Las Vegas' Black Jetts. Asbestosdeath recrute Justin Marler comme replaçant, et le groupe adopte le nouveau nom, Sleep.

### Premiers albums
Leur premier album Volume One est commercialisé en 1991. Fréquemment comparé à des groupes tels que Saint Vitus, Sleep se popularise auprès de son public dans la scène doom metal à cette période toujours en développement. Marler quitte le groupe, qui deviendra désormais trio avec la parution de l'EP intitulé Volume Two, commercialisé par Off The Disk Records en 1991. L'album suivant du groupe est envoyé au label indépendant Earache, en démo. Enregistré aux studios Razors Edge de San Francisco, aux côtés de Billy Anderson, et Chris Savino à la production, la cassette démontre l'amour de Sleep pour les sons rétros et des influences Black Sabbath/Blue Cheer. Le label signe immédiatement le groupe, et fait paraître la cassette.
Sleep's Holy Mountain (1992) est largement considéré comme l'album ayant contribué au développement du stoner metal. La parution de l'album est suivie d'une offre potentiellement lucrative du label London Records, avec lequel Sleep signera. À cette période, Earache fait paraître son premier album tribute de Black Sabbath, dans lequel Sleep contribuera avec sa reprise de Snowblind. Sous leur nouveau contrat, ils débutent l'enregistrement de leur troisième album, Dopesmoker, en 1995. Dopesmoker est un single long de plus d'une heure, ce que London Records déclare invendable. Sleep revient au studio et soumettent un second enregistrement de leur nouvel album. Ils le renomment Jerusalem.

### Réunion
En mai 2009, Sleep se reforme pour deux concerts en Angleterre partie intégrante de festival All Tomorrow's Parties. Après leur réformation, le batteur original Chris Hakius décide de se retirer pour passer plus de temps avec sa famille, et est remplacé à la batterie par Jason Roeder du groupe expérimental Neurosis. Le line-up reconfiguré joue au festival ATP New York 2010 à Monticello, New York, où ils jouent Holy Mountain dans son intégralité. Cette performance suit d'une tournée dans le reste des États-Unis dans plusieurs festivals, jusqu'à septembre la même année.
Depuis 2010, Sleep joue dans des festivals sporadiques similaires et durant d'autres dates de tournée. Fin 2012, en parallèle à leur apparition au Maryland Deathfest, les membres expliquent considérer Sleep être un « groupe complet et solidaire. » En 2014, Al Cisneros annonce dans une entrevue que le groupe travaille sur de nouvelles compositions. Le 21 juillet 2014, une nouvelle chanson intitulée The Clarity de Sleep est commercialisé via Adult Swim Singles.

## Membres

### Membres actuels
- Al Cisneros – guitare basse, chant (1990–1998, depuis 2009)
- Matt Pike – guitare (1990–1998, depuis 2009)
- Jason Roeder – batterie (depuis 2010)

### Anciens membres
- Chris Hakius – batterie (1990–1998, 2009)
- Justin Marler – guitare (1990–1991)

## Discographie

### Albums studio
- 1991 : Volume One
- 1992 : Sleep's Holy Mountain
- 1999 : Jerusalem
- 2003 : Dopesmoker
- 2018 : The Sciences

### EP
- 1992 : Volume Two (Off the Disk Records)
- 2014 : The Clarity
- 2018 : Leagues Beneath